# Estadio Jan Louwers
El Jan Louwers Stadion es un estadio de usos múltiples ubicado en la ciudad de Eindhoven, Países Bajos.
Actualmente se utiliza sobre todo para los partidos de fútbol y es el estadio del FC Eindhoven, que juega actualmente en la segunda división de fútbol de holanda. El estadio tiene una capacidad de 4600 personas. El estadio lleva el nombre de Jan Louwers.
Anteriormente, el estadio tenía una pista de ceniza, con tribunas de pie curvadas, de tierra y amuralladas en los lados norte y sur, de modo que las asistencias podrían alcanzar hasta 18,000 visitantes en la década de 1970.